# Александровский уезд (Ставропольская губерния)

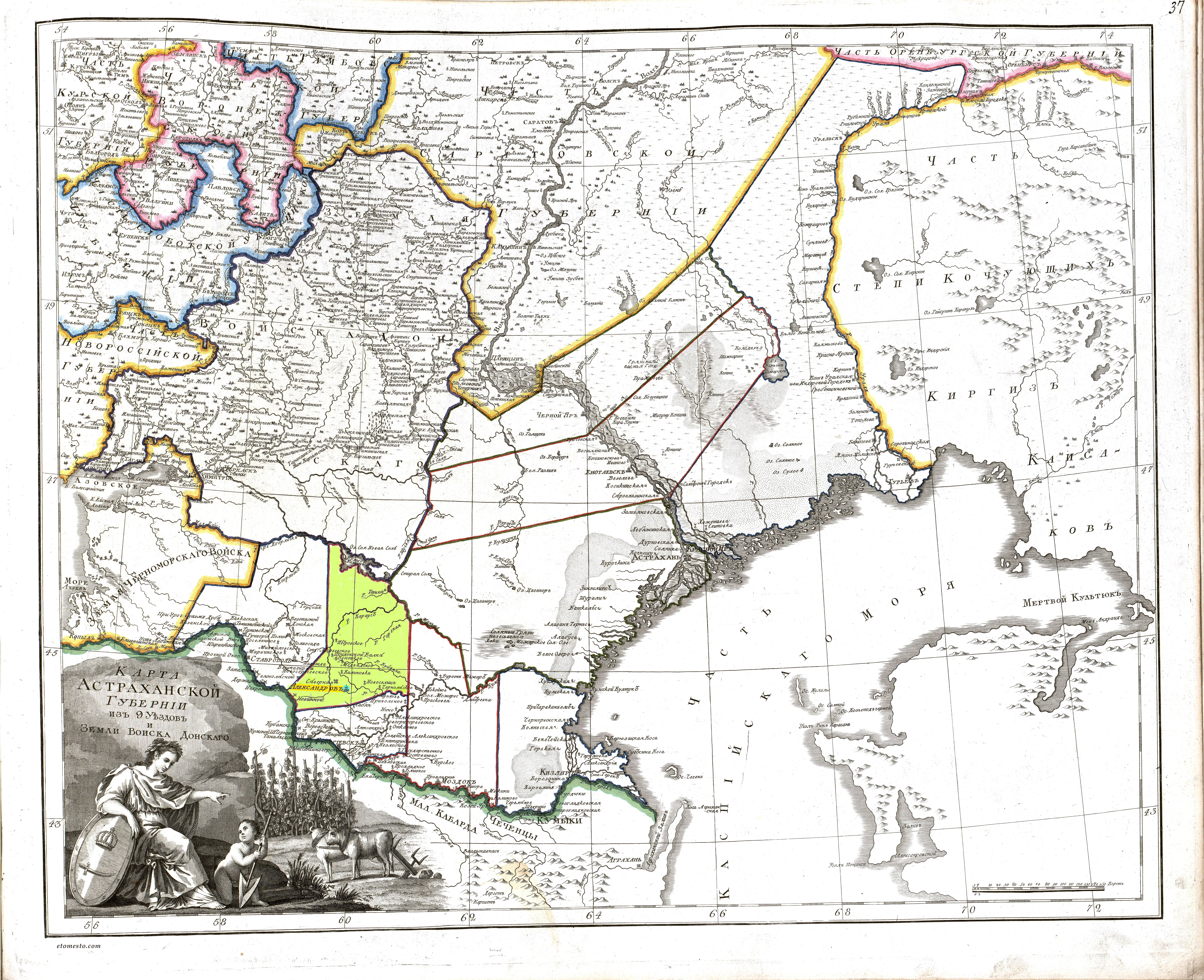
Астраханская губерния Александровский уезд 1800 г.

Алекса́ндровский уе́зд — административная единица Ставропольской губернии, существовавшая в 1785—1822 и 1873—1924 годах.
Административный центр уезда — город Александров (Александровск) (ныне село Александровское), основан в 1777 году как одна из крепостей Азово-Моздокской оборонительной линии.
Площадь уезда составляла 6763 кв. вёрст, население 189917 человек.
В уезд входило 32 селения, 2 железнодорожные станции (Барсуки и Курсавка), много хуторов и частных владений.

## География
В 1786 году было произведено размежевание земель Кавказской и Астраханской губернии. Александровская округа имела границу от устья реки Невинной вниз по Кубани ниже крепости Преградной Стан на северо-восток, пересекая реки Большой и Малый Егорлыки между редутом Бешпагирским и селом Надежда, до устья реки Члы; далее на север до границы с Астраханской губернией по реке Маныч. В Александровскую округу входили крепости Преградной Стан и Северная.
В конце 19 века Александровский уезд — занимал южную часть Ставропольской губернии. Площадь уезда — 6763 кв. вер. Большая, западная часть уезда представляет возвышенную местность, которая прорезывается многими глубокими балками и речными долинами; восточная же часть сравнительно низка и имеет степной характер. Здесь расположены отроги Ставропольской возвышенности, а в западной части находятся останцовые возвышенности с плоскими вершинами вперемежку с более низкими горами. Они представляют самые северные выступы того отрога Эльбруса, высочайшая точка этого отрога, гора Пикетная, имеет 2017 футов высоты. Параллельно правому берегу Калауса также тянется, постепенно понижаясь к с. Северному, невысокий хребет гор, отдельные вершины которого, Брыковая и Главная, поднимаются выше 2200 футов.который, простираясь в меридиональном направлении, проходит по границе Кубанской и Терской областей и отделяет бассейн Кубани от бассейна Терека и Кумы, проводя водораздел между Черноморским и Каспийским бассейнами. Из речек Александровского уезда более важное значение имеют Кума, Калаус с притоками Большими и Малыми Янкулями, Тумузловка, Сабля, Суркуль и т. д. За исключением Кумы и Калауса, эти речки в летнее время почти пересыхают. Почвы чернозёмные и суглинистые, довольно плодородные. Лесов очень мало.
Жителей 189917 (96231 мжч. и 93686 жнщ.); они занимаются по преимуществу земледелием и скотоводством, также садоводством и огородничеством. 32 селения, 2 железнодорожные станции Барсуки и Курсавка, много хуторов и частных владений. Фабрично-заводских заведений 343, все большей частью мелкие (мельницы и т. п.); общая сумма их производства не превышает 300 тыс. руб., при 530 рабочих.

## История
Продвижение России на Кавказ до начала XVIII в. происходило исподволь — шаг за шагом, в основном за счет расселения казачества на новых плодородных землях. Во второй половине XVIII в. Екатерина Великая продолжила начатое Петром I движение на Юг. При Екатерине II помимо постройки военных укреплений, особое внимание уделяется заселению Кавказского края. После окончания русско-турецкой войны 1768—1774 гг., османская империя утратила свое былое могущество, был подписан мирный договор, в результате которого значительная часть нынешнего Ставропольского края, отошла к Российским владениям. Для защиты территории была задумана оборонительная линия.
В 1776 г. Волгское, Гребенское, Терское-Кизлярское и Терское-Семейное казачьи войска, Моздокский и Астраханский казачьи полки объединились в единое Астраханское войско.
Перед переселением казачьих полков на Кавказ в 1776 г. астраханский губернатор генерал-майор Якоби И. В. с полковником генштаба И. Германом и командиром Кабардинского полка Н. Ладыженским произвели подробную рекогносцировку и обследование местности громадного пространства в северо-западном направлении до Азова. Материалы по этому предмету легли в основу доклада Потёмкина.

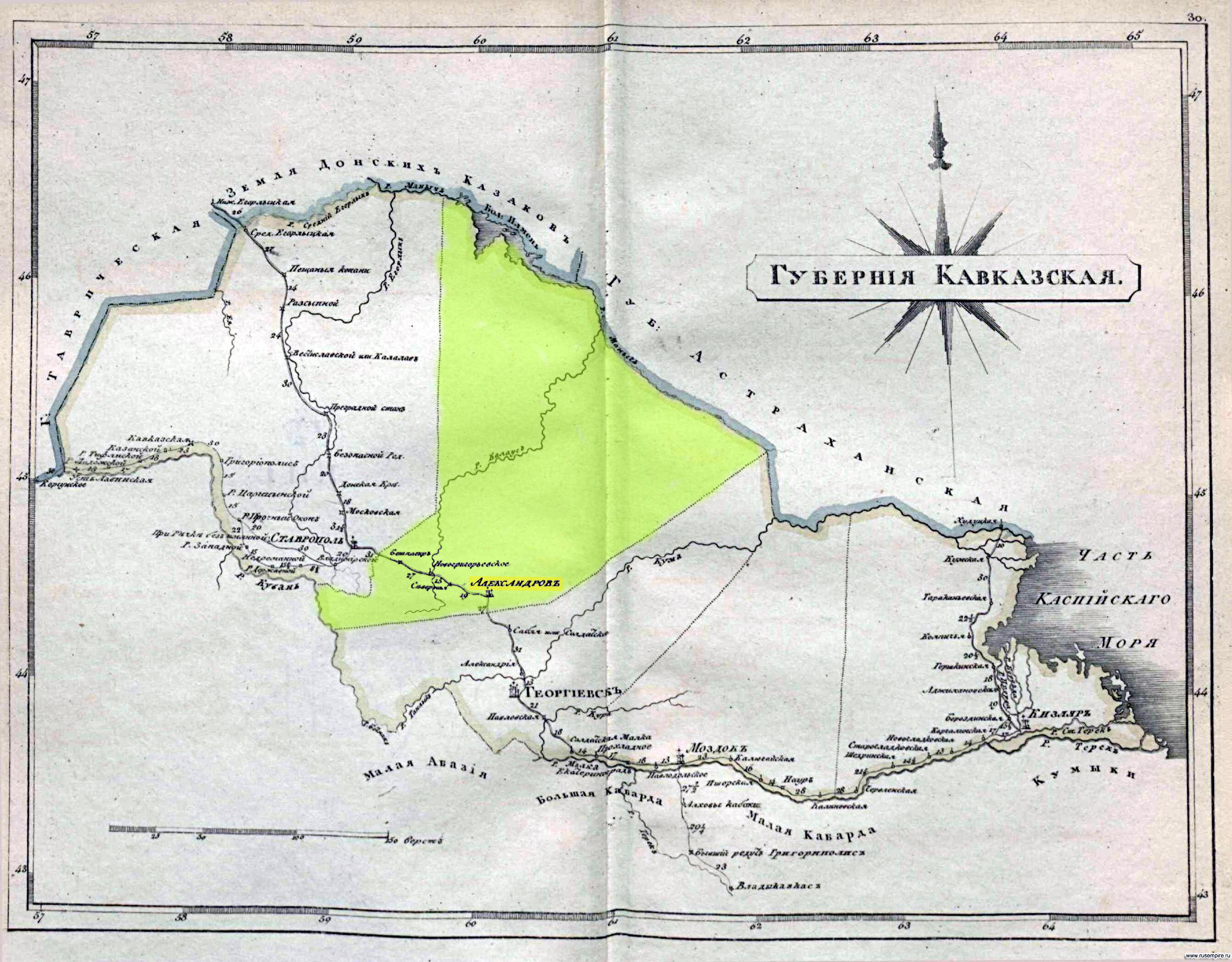
карта Кавказской губернии Александровский уезд

Доклад Потёмкина «Об учреждении линии от Азова до Моздока» был утвержден Екатериной II 24 апреля 1777 г. и положил начало основанию новой оборонительной линии. Непосредственное исполнение проекта было возложено на астраханского военного губернатора Ивана Варфоломеевича Якоби. Первоначально имелось два варианта проектируемой линии, причем фактическое строительство было осуществлено по второму варианту и было построено не 10, а 9 крепостей. Это привело к изменению нумерации крепостей. В частности должна быть заложена крепость Андреевская на реке Карамык (Сабля) но от строительства отказались из за близости Александровской крепости. Для строительства линии направлялись Владимирский драгунский и Кабардинский пехотный полки, Волжский и Хоперский казачьи полки, а также два батальона егерей. Для прикрытия работ прибывали два казачьих полка с Дона, которые должны были совершать разъезды и нести дозорную службу. Линия делилась на две дистанции: левую, от Моздока до Александровской крепости, с центром в Георгиевске; правую, от Северной до Маныча и Дона, с центром в Ставрополе. Командование всей линией на начальном этапе находилось в Георгиевской крепости.
Список крепостей в порядке, утверждённом князем Потёмкиным. 1. Крепость св. Екатерины в устье реки Малки; 2. Крепость св. Павла на реке Куре (на правом берегу Куры у г. Новопавловска существовала до 1827 г.); 3. Крепость св. Марии на реке Золке (существовала до 1827 г.); 4. Крепость св. Георгия; 5. Крепость св. Александра на Томузловке; 6. Крепость Северная; 7. Крепость Ставрополь на Ташле; 8. Крепость Московская; 9. Крепость Донская на Егорлыке.

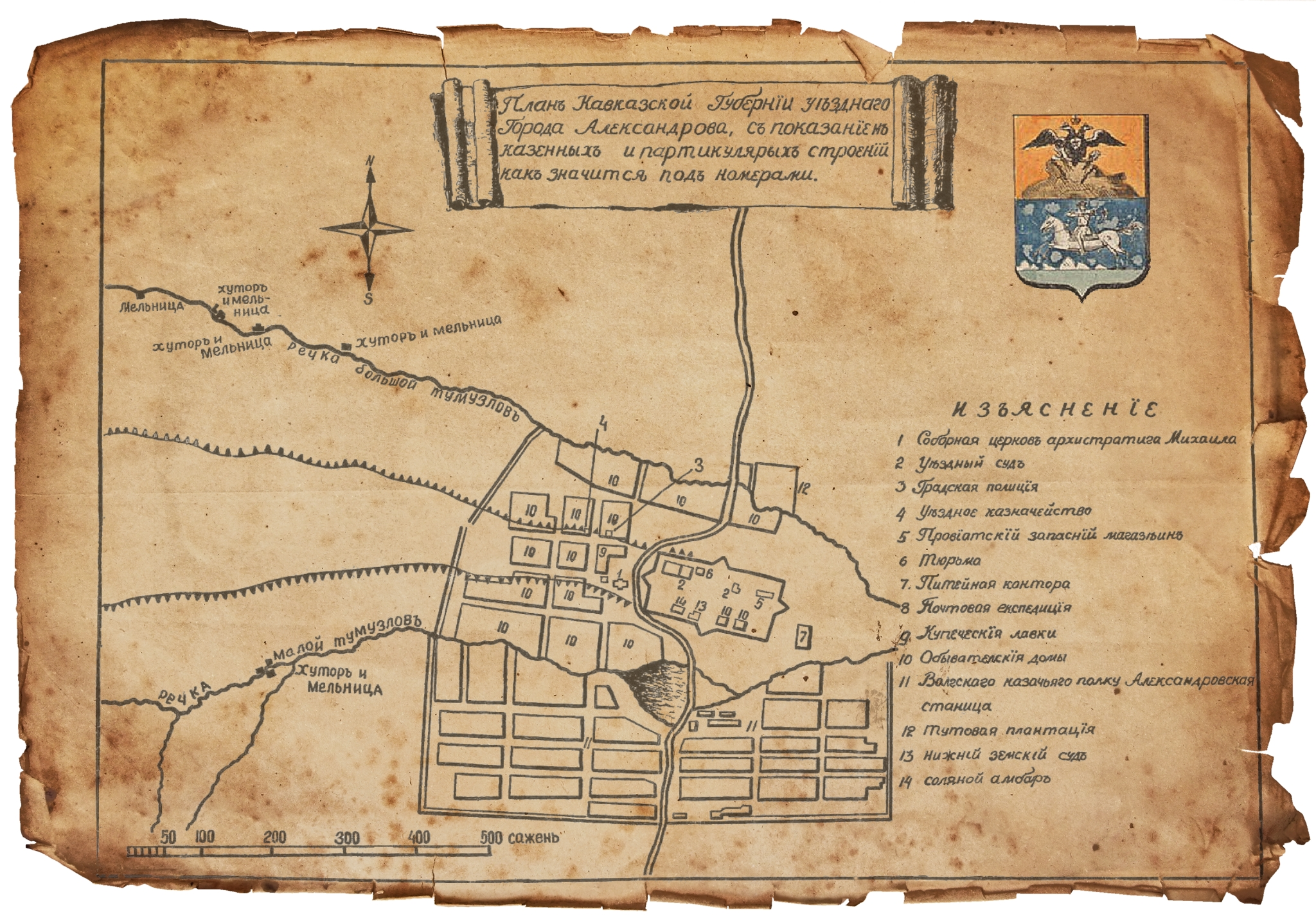
План города Александрова Кавказской губернии

В 1777 году основана крепость Святого Александра Невского как одна из крепостей Азово-Моздокской оборонительной линии. Население в крепости было исключительно военное, при крепости казаки создали станицу и слободу Александровскую Волгского полка, которая располагалась с правой стороны р. Малого Томузлова. В соответствии с правительственным планом переселения от 19 мая 1777 г. генерал И. В. Якоби вручил командиру Хоперского полка полковнику Конону Устинову ордер № 989 князя П. С. Потёмкина, где указывалось сформировать полк из хоперских казаков в составе 520 человек и переселить вместе с семействами на жительство на Кавказ выделив на обзаведение на каждый двор по 20 рублей из казны. (ГАКК, ф. 408, оп. 1, ед. 1, л. 16). 25 сентября колонна полков, пройдя более 500 верст, достигла г. Моздока. Здесь для прибывших были приготовлены провиант, инструменты, строительные материалы и др. Хоперскому полку выделили северный участок линии — крепости Александровская, Северная, Ставропольская, Московская, Донская. В начале октября драгуны и хоперские казаки выступили к месту своего назначения. При переходе 250 хоперцев и два эскадрона Владимирского драгунского полка под командованием майора Шульца были оставлены на месте, где была запланирована крепость Александровская и приступили к её сооружению. 18 октября 1777 года была заложена Александровская крепость. Оставшаяся часть драгун и хоперцев проследовала дальше и 22 октября прибыла к месту будущей Ставропольской крепости. Строительство велось ускоренными методами: силами казаков и солдат, которым за 14-часовой рабочий день платили по 5 копеек.
Крепость строилась бастионного типа (итал. bastionato — всякая выступающая постройка). Бастионная система представляет собой земляной вал, облицованный камнем с выступающими треугольными фортификационными сооружениями равелинами, служащими для перекрёстного обстрела подступов к крепостному обводу, часто окруженному рвом или рекой. При взгляде сверху бастионная система имеет звездообразную форму. Стены строились низкими и толстыми из земли и только облицовывали камнем.
Ордером генерала-фельдмаршала графа Пётра Алекса́ндровича Румянцева-Задунайского от 29 ноября 1777 года командующим кавказским корпусом был определён знаменитый полководец, в ту пору генерал-поручик А. В. Суворов. Войска, находившиеся под командой бригадира Ивана Федоровича Бринка, поступили также в распоряжение Алекса́ндра Васи́льевича Суво́рова. Таким образом, кавказская линия стала ареной деятельности одного из выдающихся в истории военных деятелей.
1777 году основана крепость Северная как одна из крепостей Азово-Моздокской оборонительной линии. Первым комендантом и строителем крепости Северная был майор Гартог Владимирского драгунского полка
Летом 1778 г. на Ставрополье с Хопра прибыла первая партия казачьих семей переселенцев, разместившихся в станицах-крепостях Ставропольской и Северной. Поздней осенью 1779 г. с Хопра прибыла вторая группа. В каждую из четырёх станиц-крепостей было поселено по 140 семей казаков.
Все дела казаков решал войсковой круг. Войсковой и станичный атаманы контролировались советом стариков. Каждая станица была автономной. В течение 25 лет строевой службы казак всегда должен быть готовым к военному делу, то есть иметь лошадь, обмундирование и оружие, и все это снаряжать на собственный счет.
Горцы подстрекаемые наместником турецкого султана на Кавказе пашой Шах-Али, продолжали тревожить ногайские орды и русские войска. Начиная с 1779 г. гарнизон Александровской крепости и казаки неоднократно отражали нападения кабардинцев, закубанских черкесов и ногайцев в 1779 и 1786 гг. горцам дважды удавалось поджечь и разорить крепость захватив в ней пленных, имущество и скот.
30 мая 1779 года горцы численностью более 500 человек под предводительством кабардинского князя Дулак-Султана атаковали Александровский фельдшанц, в крепости начался пожар, пока одни казаки тушили, другие сражались на валу. В полдень прибыл Хоперский полк под командованием генерал-майора Ивана Варфоломеевича Якоби. Нападавшие это видели и, тем не менее, вновь остервенело полезли на вал, расстреливаемые чуть ли не в упор картечью. И только тогда, когда их с тыла атаковали две сотни хоперцев, отхлынули, потеряв более 90 человек. Через месяц новое нападение на это же укрепление. Внезапно выскочив из балки, шайка из 30-40 человек убила трех карауливших табун казаков и угнала из него более сотни лошадей. Затем дважды атаковала укрепление и опять была отброшена картечью. Отступая, напали на промежуточный пост, прихватили в поле 50 коров.
Из рапорта генерала Якоби князю Потёмкину от 22 февраля 1781 года, хоперские казаки поселенные в Ставропольской и Александровской крепостях, не получали жалованья с самого перевода их на линию. После этого рапорта в 1781 г. на их строительство было выделено и израсходовано 23764 рубля.
Рапортом от 18 ноября 1782 года генерал-поручик Па́вел Серге́евич Потёмкин известил князя Григо́рия Алекса́ндровича Потёмкина-Таврического, что он принял командование и над полками, принадлежавшими корпусу генерала Алекса́ндра Васи́льевича Суво́рова.
В 1786 г. закубанские горцы осадили Александровскую крепость, попутно уничтожили село Новосельцево, где убили 15 человек, 180 увели с собой в качестве пленников, угнали 8 тысяч голов скота. В 1787 г. отбитые артиллерийским огнём у станицы Донской эти же полчища атаковали крепость Северную, но здесь были разгромлены. Окончательно кабардинцы были разбиты в трех кровопролитных сражениях при pp. Малке и Подкумке и за Малкой русскими войсками под командой генерала Фабрициана. «Одних горских князей, — говорится в донесении о последней битве 29 сентября за Малкой, — побито здесь до 50, а черни до нескольких сотен. Но русские не ограничились этим, а двинулись в Кабарду. Тогда кабардинцы стали просить пощады, присягнули России и дали знатных аманатов в обеспечение мира».
5 мая 1785 г. Высочайшим именным указом Екатерины II образовано Кавказское наместничество из двух областей, Кавказской и Астраханской.

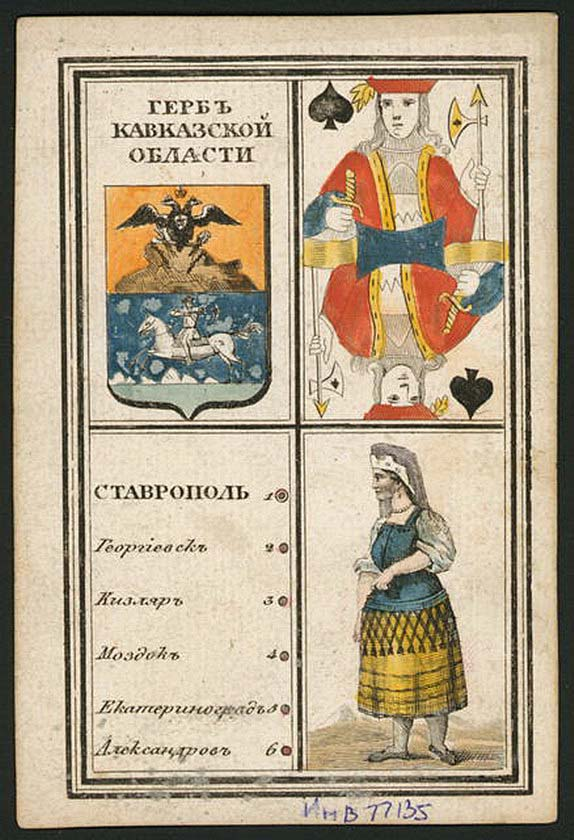
Игральная карта из царской колоды

9 мая 1785 г. последовал именной указ правящему должность Саратовского и Кавказского генерал-губернатора генерал-поручику Павлу Сергеевичу Потёмкину об устройстве Кавказской губернии с шестью уездами: Екатериноградского, Кизлярского, Моздокского, Александровского, Георгиевского и Ставропольского. Шесть крепостей на Азово-Моздокской линии (Екатериноград, Кизляр, Моздок, Георгиевск, Александров и Ставрополь) были объявлены городскими уездными центрами.

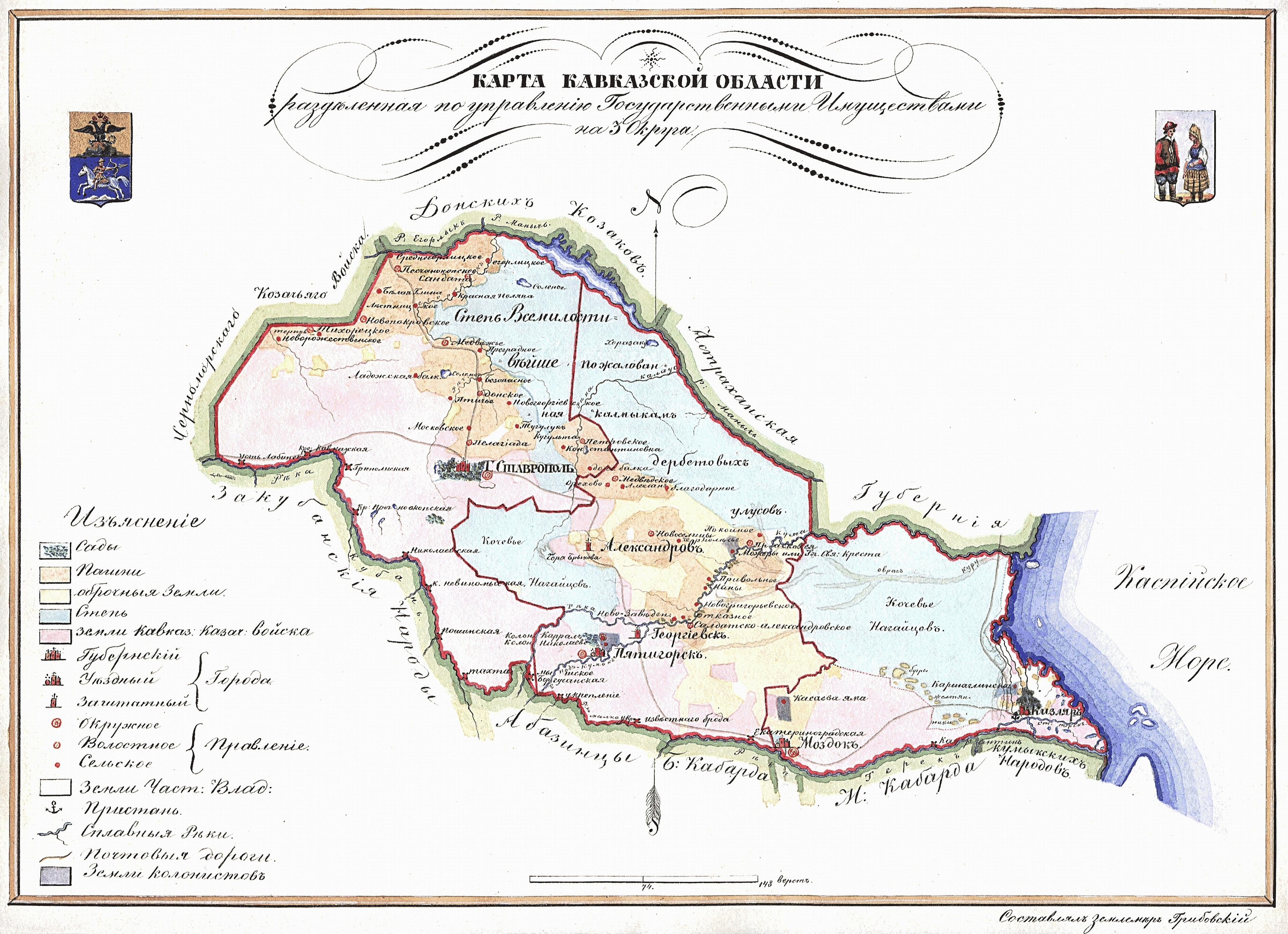
Кавказская область

7 февраля 1786 года для ведения всех царских дел были открыты специальные присутственные места; 7-го в Георгиевске, 10-го — в Александрове, а 15-го — в Ставрополе. 25 февраля 1786 года объявила свое «высочайшее удовольствие по случаю открытия Кавказского наместничества всем в том участвующим дворянам и горским князьям». Новым городам императрица пожаловала 10000 рублей на развитие.
В 1777—1791 гг. на Азово-Моздокской линии были сооружены войсковые храмы в крепости Александровской вначале была построена церковь во имя Св. Архистратига Михаила. Впоследствии церковь была вновь отстроена из испанского кирпича на каменном фундаменте. Кроме главного престола был устроен второй престол во имя Св. кн. Александра Невского. Иконостас также был обновлен. Строительство церкви обошлось в 100 тыс. руб. В церкви хранилось два военных знамени казачьих полков — Северного и Александровского.
Указом Правительствующего Сената от 7 марта 1786 года предписывалось заселить места вдоль дорог от Царицына до Черкасска через Кавказскую линию. Почтовые станции должны быть на расстоянии 15-30 вёрст, что послужило основанием строительства многих поселений Александровского уезда.
Указом от 30 августа 1790 года Кавказское наместничество и Кавказская губерния ликвидированы, губернские присутственные места переведены в Астрахань, город Екатериноград и Екатериноградский уезд упразднены. Из Екатериноградского уезда в состав Александровского уезда вошло село Найденое.
Основанное в 1797 году селение Круглолесское, неоднократно подвергалось набегам горцев в 1821—1823 годах.
С 1802 г. на казаков, кроме военных обязанностей, были возложены такие бесплатные повинности, как постойная, подводная, дорожная, почтовая, строительная и др.
Согласно Положению о Кавказском линейном казачьем войске 1845 г. войсковая служба длилась 30 лет (с 1856 г. — 25 лет) и делилась на полевую (посты, караулы кордонной линии, резерв для военных экспедиций против горцев) и внутреннюю (охрана станиц, сопровождение арестантов и др.).
24 июля 1822 года. Кавказская губерния переименована в Кавказскую область с уездами Георгиевским, Кизлярским, Моздокским и Ставропольским. Областным городом назначен Ставрополь. Александровский уезд и город Александров упразднены. Город Александров становится заштатным, территория уезда присоединена к соседним.
Построенные в 1777—1783 гг. крепости постепенно утрачивали свое прежнее значение. В 1826—1828 гг. г. Александров и станица подверглись расселению. Согласно плану генерала А. П. Ермолова (в 1816—1827 гг командующий войсками на Кавказе) 358 дворов, 958 душ мужского пола стали основателями новых станиц Кисловодской, Ессентукской и Бургустанской, а из Георгиевской станицы 285 семей переселилось в Бабуков аул, переименованный в станицу Бабуковскую, и в район Пятигорска, образовав станицу Горячеводскую.
В 1825 году из станицы Северной Александровского уезда (ныне село Северное Александровского района) было переселено 188 дворов казаков в станицу Бекешевскую.
В 1827 году начался мятеж на Северном Кавказе под предводительством Имама Шамиля. Для подавления мятежа была направлена 14-я пехотная дивизия Российской императорской армии . В состав дивизии тогда входили Московский, Тарутинский, Бородинский пехотные полки которые были дислоцированы в г. Александрове.
В 1828 г. оставленную землю стали заселять экономические крестьяне Кротоякского и Острогожского уездов Воронежской губернии. В последующие годы однодворцы Воронежской и Курской губернии.

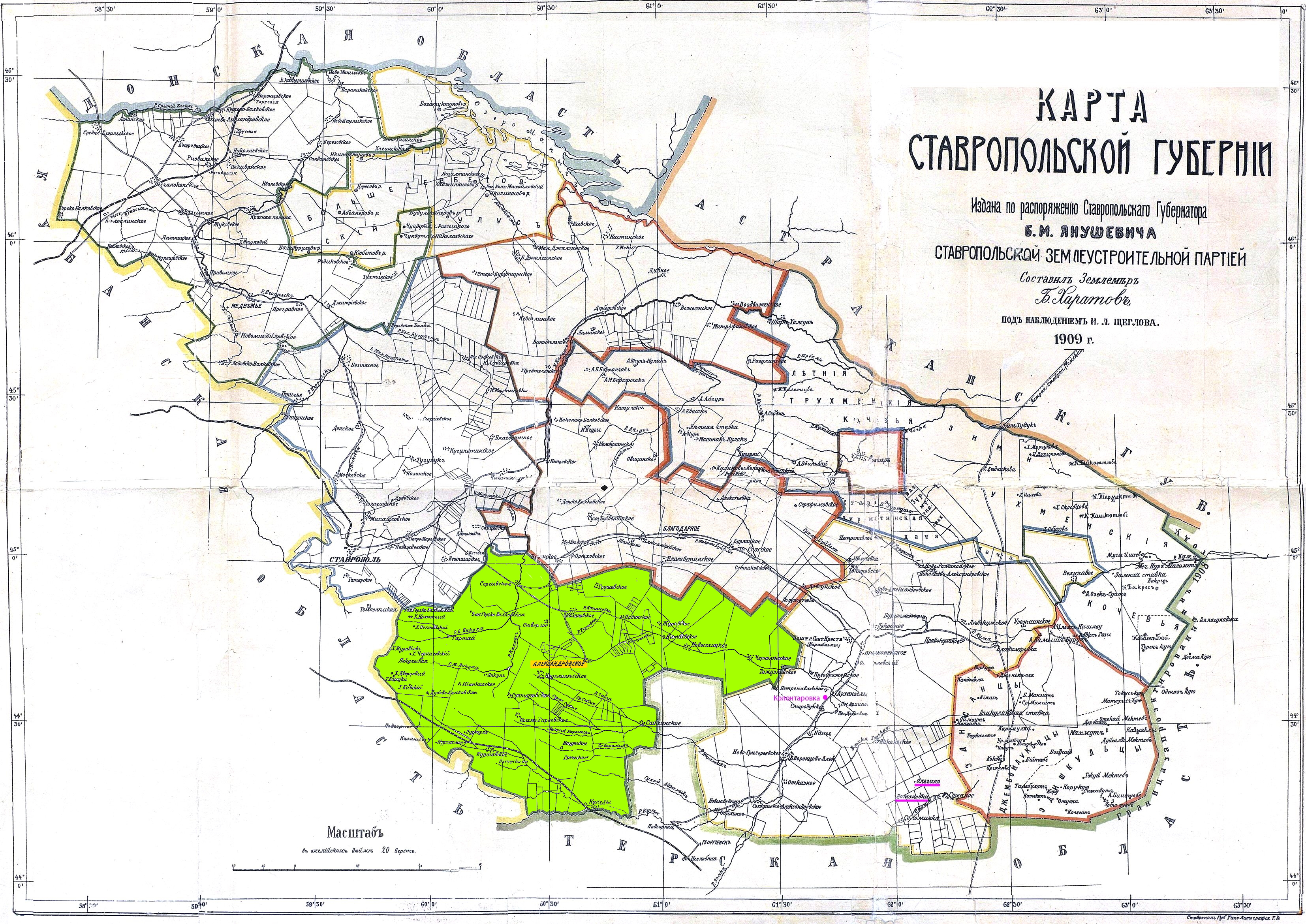

7 ноября 1837 г. указом императора Никола́я I заштатный город Александров Пятигорского округа с пригородной слободой причисляется к Хоперскому казачьему полку. В 1845 г. в Александрове располагалась штаб квартира 1-го Хопёрского полка 5-бригады, с 1858 по 1860 гг. 6-бригады.
Местные казаки участвовали в Кавказских и Крымских войнах, Венгерском походе 1849 г., подавлении Польского восстания 1863—1864 гг.
1817—1864 гг. Казаки-линейцы сражались в Крымской войне 1853—1856 гг., за что в 1856 г. получили войсковое Георгиевское знамя «За храбрость в войну против французов, англичан и турок в 1853, 1854, 1855 и 1856 годы». которое хранилось в храме во имя Св. кн. Александра Невского.
В 1 января 1838 году город теряет свой статус и преобразуется станицу Александровскую.
В 1845 г. приверженцы сект иудействующих, коих в станице проживало множество, имелась даже школа сектантов субботников, были переселены в станицу Михайловскую на реке Лабе.
Поскольку из ст. Александровской значительное количество населения переселилось на новые рубежи, в 1848—1849 гг. по указанию Никола́я I сюда переселили 194 крестьян мужского пола из Черниговской и Полтавской губерний Малороссии.
В 1859 году генерал-фельдмаршал князь А. И. Барятинский пленил в ауле Гуниб предводителя сопротивления горских племен и духовного их лидера имама Шамиля. Тем самым положив конец войны в Чечне и Дагестане. Но столкновения продолжались на северо-западе Кавказа. Наказной атаман Кубанского казачьего войска генерал-адъютант граф Н. И. Евдокимов распорядился немедленно и почти в полном составе переселить на передовую с горскими племенами линию 1-й Хоперский казачий полк, размещавшийся в то время в станицах Грушевская, Северная, Круглолесская, Старощербиновская, Александровская (штаб полка), Сергиевская, Конеловская и насчитывавший около 2 300 казаков, каждый из которых имел собственную семью, хозяйство.

Самоуправство войскового начальства принуждающего практически бросать нажитое имущество вызвало возмущение. Угрозы и давление администрации, на сознание привыкших к дисциплине казаков ещё больше разжигало желание не подчиняться. Хоперцы противились и откровенно саботировали принятые наверху решения. Фактически казаки проявляли, выражаясь современным языком, гражданское неповиновение бунт, которое грозило перейти в вооруженное противостояние. 

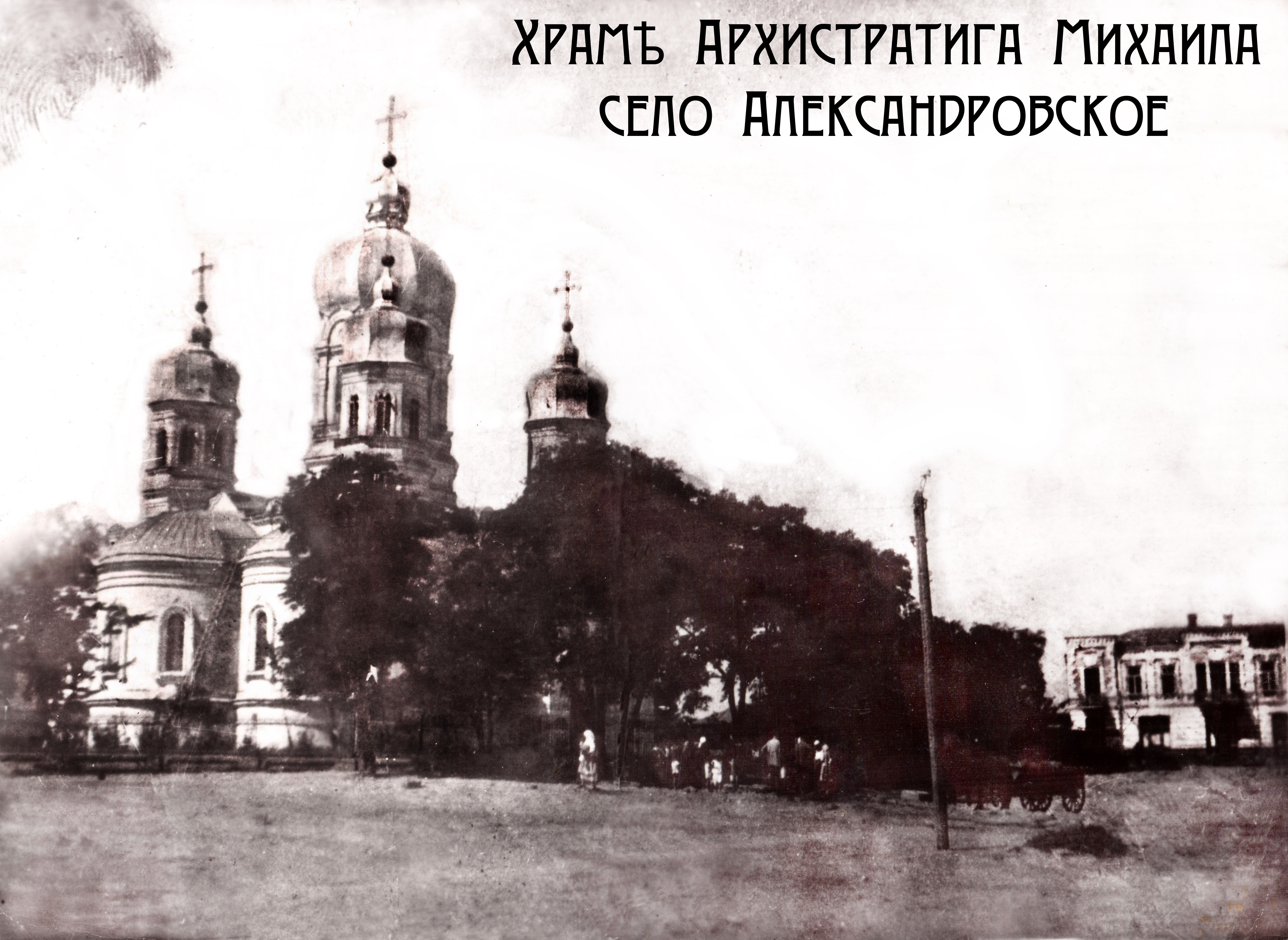
Храм Архангела Михаила разрушенный коммунистами в 30-х годах 20 века с. Александровское, Ставропольского края

Для подавления бунта своих подчиненных, командир 5-й Хоперской бригады генерал-майор Р. К. Васмунд, стянул войсковые подразделения — два эскадрона драгун с артиллерией к станице Александровской главному оплоту несогласных. В ответ на эти силовые меры на помощь товарищам немедленно прибыли вооруженные казаки из станиц Грушевской, Северной, Сергиевской и Круглолесской, которые, в свою очередь, взяли в кольцо драгун, заняв позиции вокруг Александровской с четырёх сторон.
Начальство вынуждено было пойти на попятную и вернуть войска в места постоянной дислокации. Переселение хоперцев по приказу Евдокимова было приостановлено. Но буря возмущения не утихала. На сходах казаки говорили о своих правах, произволе местных властей и требовали объявления монаршей воли непосредственно из уст государя, то есть издания царского указа, в соответствии с которым и должна была бы решаться их судьба. Это требование поддержал и ряд других казачьих полков. План колонизации закубанских земель оказался под угрозой срыва.
В связи с этим император Александр II, дотоле хранивший молчание, вскоре направил наказному атаману кубанцев высочайший рескрипт. В нём он выражал недоумение по поводу произошедших в Александровской событий и требовал неукоснительного исполнения намеченного плана, вытеснения воинственных племен в горы и освоения их земель. Вместе с тем монарх несколько облегчал участь переселенцев, повелевая производить переезд не «гуртом», а «в ежегодно потребном числе семейств, преимущественно из охотников», назначать им денежные вознаграждения, предоставлять различного рода льготы и привилегии и т. п. Фактически, убедившись в неэффективности и, более того, опасности насильственного заселения Кавказа, царское правительство взяло за основу принципы добровольности и оказания переселенцам материальной помощи. Благодаря этому уже в течение 1862 года на новых местах было основано 23 станицы.
В 1861 г. образовано новое Кубанское войско, ст. Александровская вошла в состав этого войска и являлась штаб квартирой 16-го конного полка 4 бригады.
В 1864 г. для колонизации западного Кавказа в Закубанье и на Черноморское побережье от Геленджика до Джубги, из ст. Александровской переселена 61 казачья семья.
В соответствии с именным указом императора Алекса́ндра II от 30 декабря 1869 г. «О преобразовании административных учреждений в Кубанской и Терской областях» ст. Александровская была отчислена из Кубанского войска в гражданское состояние.

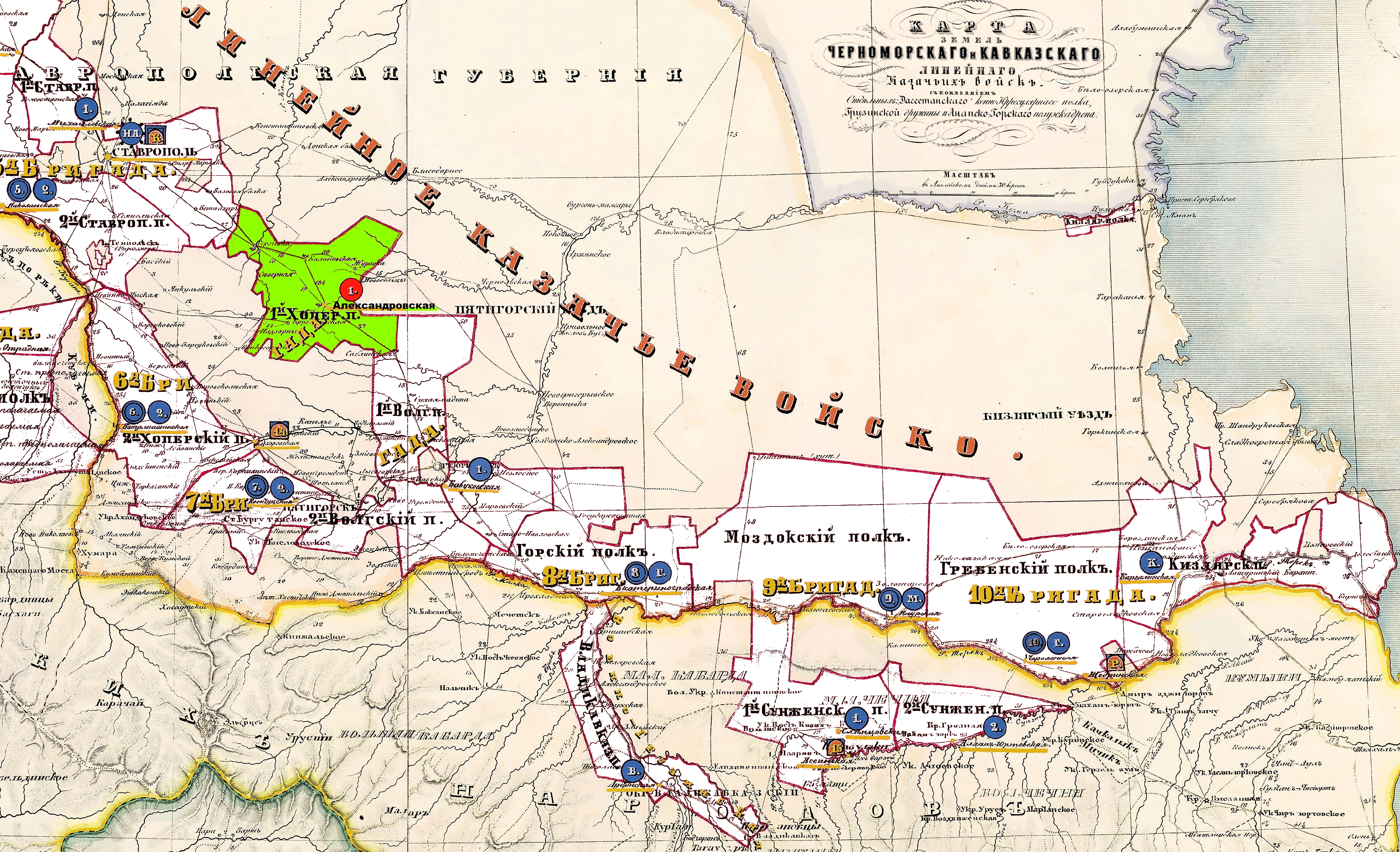

1 января 1871 года станица Александровская получает статус селения.
По высочайше утвержденному 21 мая 1873 года мнению Государственного совета в сентябре 1873 года был упразднен Пятигорский уезд и образован Александровский с центром в селе Александровском (Воронцовке), переименованном в уездный город Александровск.
В 1874 году станица Саблинская была причислена к Александровскому уезду из Терской области
В 1900 году 10 июня был упразднен Новогригорьевский уезд, на его территории и части территории Александровского уезда были образованы: Благодарненский уезд — с. Благодарное. Прасковейский уезд — c. Прасковея (c 1901 года уездный город).
В 1917 году Александровский уезд включён в Ставропольскую советскую республику.
В 1920 году в феврале советская власть преобразует село в город Александровск.
В 1924 году город Александровск преобразован в село Александровское, а уезд — в район. В Александровском районе функционировало 12 сельсоветов: Александровский, Грушевский, Журавский, Круглолесский, Калиновский, Ставропольский, Новоселицкий, Сергиевский, Северный, Саблинский и Южно-Осетинский.

## Структура
Наиболее заселенными к 1790-м годам были Екатериноградский и Александровский уезды. Первое межевание земель и составление планов земельных участков в уездах Кавказского наместничества проводилось в 1788—1789 годах.
По его результатам составлен список населенных мест Кавказской губернии, самый ранний в архивных документах — «Ведомость казённых и партикулярных сел, слобод и деревень в Кавказской губернии» за 18 декабря 1789 года.

### По состоянию на 1789 год
В ведомости значатся:
села
- Благодарное — 131 д.м.п. и 94 д.ж.п. (гл.обр. однодворцы)
- Высоцкое − 876 д.м.п. и 562 д.ж.п. (гл.обр. однодворцы и экономические крестьяне)
- Медвецкое — 1161 д.м.п. и 737 д.ж.п. (гл.обр. однодворцы)
- Петровское — 70 д.м.п. и 48 д.ж.п. (посполитые казаки и войсковые обыватели)
- Сергиевское — 275 д.м.п. и 66 д.ж.п. (гл.обр. отставные солдаты)

слободы
- Белый Ручей — 224 д.м.п. и 137 д.ж.п. (гл.обр. экономические крестьяне)
- Донская Балка (Белый Колодезь) — 368 д.м.п. и 227 д.ж.п. (ясачные татары и экономические крестьяне)
- Калиновка — 1595 д.м.п. и 1010 д.ж.п. (гл.обр. однодворцы)
- Новоселица — 1247 д.м.п. и 874 д.ж.п. (гл.обр. однодворцы)
- Сабля — 123 д.м.п. и 29 д.ж.п. (отставные солдаты и однодворцы)
- при Чёрном лесе — 25 д.м.п. и 18 д.ж.п. (однодворцы)

помещичьи деревни
- при мельнице секунд-майора Клима Страшнова — 7 д.м.п. и 8 д.ж.п.
- при Темном лесе на речке Томузловке — секунд-майора Михалевского — 6 д.м.п. и 3 д.ж.п.

### Согласно списку населённых мест Ставропольской губернии по состоянию на 1880 год
1 стан
Новосельцы, Журавское, Падинское, Китаевское, Грушевское, Калиновское, Чернолесское, Удельное.
2 стан
Солдато-Александровское, Отказное, Новозаведёное, Обильное, Новогригорьевское, слобода Алекандровска (Воронцовка), Нины.
3 стан
Александровское, Сергеевское, Северное, Круглолесское, Саблинское, Ногутское, Крымгереевское, Сутановское, Казинское, Куршавское, Канглынское.

### Статистика населенных мест и поземельной собственности по Ставропольской губернии. 1881 год
| - село Александровское слобода Александровская (Воронцовка) хутора крестьян Божкова Будилова Загоровой Кащенко, Берлыкина и Семернякова хутора бывших казаков хорунжего Батищева Батищевых вдовы бывшей казачки Бузиной с товарищами Елкина и Спетлицына генерал-майора Есаулова поискового старшины Жукова полковника Жукова Колесниковых Кононова Федора Кононова и Вендиной Кононова и Зорина крестьянина Луценкова Ивана протоиерея Любомудрова Мартынова Мартыновой Прасковьи Посевкина Реутова и Ивлева Суторминаи Родионова Шаларова крестьянина Шовшина - село Грушевское зимовники крестьян Зубцова Никона с товарищами Пикалова Козьмы с товарищами усадьба крестьянина Зарочинского Аксена с товарищами - село Журавское усадьбы Долженковой Дружинина Камышева Кандаурова и Кононова Касторного Кузьмина Мироненко Сергеева Харченко Чесовского Шевцова Юрченко хутор Калиновский - село Казинское хутор Подгорный (Эстонцов) - село Калиновское хутора крестьян Драчева Ивана с товарищами Исакова Ивана с товарищами Савенкова и Проскуриных Шевернева и Шаталова - село Канглынское хутор Канглынский (Мамуко-Карпушии) поселки частных землевладельцев купцов Белоусовых Николая и Семена хутора Мокро-Карамыкский Саблинский Сухо- Карамыкский Султанов Гиреев Джанибека и Тахтамыша Борзовский (Султанский) Гасана Грозовца его же Каиищева Карпушина Минакова Сапожникова наследников графа Евдокимова коллежского асессора Мирзоева Гавриила коллежского асессора Мирзоева Ивана князя Орбелиани Георгия Дмитриевича поселки Орбелиановка Темпельгоф зимовник Карпушина хутор его же хутор его же купца Попова Макара хутора Попова Саблинский наследников тайного советника Фадеева генеральский дом зимовник Карпушина хутор Карпушина - Земля, занимаемая линией общества Ростово-Владикавказской железной дороги станции с казармами и будками Барсуки Куршавка Ногутская Суворовская - Земля удельного ведомства караулки Барсуковекая Горькобалковская Дубовая Балка Калаусская Тартай и дом для заезда чиновников Терновая хутора Бредихина Иосифа Бредихина Марка Дворцева Дьяченко Камаджных Клевцева Колесникова Меснянкина Ивана Меснянкина Михаила Меснянкина Николая Морозова с товарищами Саломатина Степана Саломатина Толмачева группа хуторов Бешогума Ермищиных - село Китаевское почтовая станция Кононовская | усадьбы Васильева Дырина Кононова Кононовых Кутлаева Луценко па хутора Зинченко Китаева Кононовский - село Круглолесское хутора бывших казаков Безкидалова Степана Буслаева Василия и Калылова Алексея Вонячки Галкина Евдокима Горлова Егора Заева Ивана Зайцева Василия с товарищами Коровина Дмитрия Лугунова и Местховых Луценко Григория Мелихова Агея Мелихова Дмитрия Миляева Лаврентия Мишина Савелия с товарищами Реметова Лариона с товарищами Сафонова Макара Семенова Сидякова Авдея Скворцова Игнатия Скворцова Кирилла Тепищева Лариона Тепищева Сидора Улыбатнева Дмитрия и Конева Евд. Улыбашева Козьмы Фролова Никифора Чурсиных Чушкина Алексея - село Крымгиреевское хутор Куршавский (Крымгиреевский) - село Куршавское хутор Лиманский - село Нины (Фролов Кут) зимовники крестьян Богданова Гайдена Мишенева Пенькова Полосина Постнева Прохорова Сидорова Тамбовцева Толстых усадьбы крестьян Кузнецова и Горлова Кузнецова и Пашкова Малыхина с товарищами Солонникова с товарищами поселки частных землевладельцев князя Воронцова Семена Михайловича статского сов. Островского Адама Игнатьевича наследников генерал-майора Хату-Анзорова Горькобалковские казённые участки арендатора полковника Дыдымова арендатора купца Месенева Мартына Максимовича арендатора коллежского регистратора Павлова Лавра Ермолаевича участки в хозяйственном распоряжении Горькобалковский Сухопадинский - село Новогригорьевское (Федоровка) кирпичные заводы крестьян Емельченко и Руденко Мостовенко Чмырева лесные сторожки крестьян Заруцкого Ермошкина Ивченко Игнатьева Камениченко Титаренко Шиляго Яковлева садовые сторожки священника Дьяковского коллежского советника Новаковского священника Ржаксенского хутора крестьян: Вакуленко Мостовенко и Фоменко - село Новозаведенное (Касаево) хутора крестьян Антонова Власова Герасимова и Архипова Григорьева Клюшникова Подрелова Фролова - село Новосельцы зимовники Карамышева с товарищами Ульянова с товарищами усадьбы Гревцова Калиновского Мокроусова Шевцова-Мартыненко хутора Кривоносова-Скидина и Нестеренкова Литвинова - село Ногутское - село Обильное (Карамык) хутора крестьян Анфиногенова Боброва Долгова Китаева Коровина Краснослобидцева Мещерякова | Хахулина Ширяева поселки частных землевладельцев деревня Петровка вдовы хорунжего Золотаревой Анастасии Ивановны части деревни Екатериновки наследников войскового старшины Бирюкова Льва Трофимовича крестьянина Ковтунова Павла Ивановича войскового старшины Морозова Алексея наследников подпоручика Натара Александра Дмитриевича поселки Новостолыпинка поручика Шан-Гирея Акима Павловича поселок Петровский мещан и крестьян Сеноваловых Семена и Егора с товарищами - село Отказное сторожки крестьянина Аршинова крестьянина Вехова священницы Прозоровской священника Скворцова Стехова священника Эрастова хутора крестьян Ардынцева Веденятина Вехова Горбавцева и Мягкого Жаркова Ивинского Корнаева с товарищами Корноухова Кунакова Ложечкина Маркина Нижегородцева Паршина Шаталова - село Падинское - село Саблинское хутора бывшего казака Дахнова Филиппа священника Перевозовского бывшего казака Москаленко Сергея - село Северное хутора Северский бывшего казака Бекетова Ефима мещанина Емельченкова Еф. бывшего казака Мирошниченко Семена мещанина Откидычева Егора бывшего казака Сердюкова Якова крестьянина Харечкина Ивана казака Черникова Ивана с товарищами - село Сергиевское хутора бывших казаков Внукова Василия Головина Капитона Головни Никиты Головни Петра Горбовского Игнатия с товарищами Дмитриева Варфоломея Заиченкова Василия Золотухина Егора Зорьки Федора Иванникова Ерофея Казьмина Трофима и Куликова Григория Кваши Андрея Кузнецова Андрея Кузьминова Трифона и Деркачева Василия Лукьяненкова Степана Нежегальцова Феногена Расторгуева Федора Рыльского Евстрата с товарищами Рыльского Максима Сасына Ерофея Суровцева Никиты Трунова Григория с товарищами Шашкова Ивана и Белянова Евдокима Шипунова Семена с товарищами Шипунова Харитона - село Солдато-Александровское садовая сторожка Кунакова мельничная усадьба Ковешникова хутора Баранчикова Горшкова (он же Матронский) Гусева (он же Чаплыгин) Кистеницева Пантелеева (он же Кобелев) Саранчина Тихонова Толстонятого Чернецкого - село Султановское хутора Калажский Киянкизский Суркульский Янкульский - село Удельное (Томузловка) зимовники Бутусова Михаила с товарищами Бутусова Федора с товарищами поселки частных землевладельцев Алексеевка дворянина Рослякова Алексея Николаевича хутора Вечное Веселье наследников есаула Янкова Петра Матреновка наследников губернского секретаря Морозова Ивана Приятный Взгляд мещанина Черноморченко Максима крестьянина Козьминова Федора дворянина Лебедева крестьян Селиховых Прокофия и Сергея - село Чернолесское зимовники Жидкова с товарищами Карпова и Умова Левакина с товарищами сторожки: Кобыляцкого и Дорохина Никишева и Бобровского Филиппова усадьбы Баранова Поповых |

### Список населённых мест Александровского уезда по состоянию на 1909 год
На 1909 год в уезде мужчин 87 355 и 83 355 женщина.
1 стан
| - Село Томузловка Поселок Тугановский - Село Чернолесское Усадьба Николая Сущенко Хутор братьев Бобровских Хутор Егора и Василия Бобровских Хутор Василия Федорова Займище Сильвестра Ермолаева Займище Виктора Мамонтова Хутор Григория Карпова Хутор Андрея Хомякова Хутор Андрея Горбаченко Хутор Федота Веденникова Хутор Андрея Груздова и Сергея Федорова Хутор Андрея Федорова и Николая Иванова - Село Новоселицкое Хутор Ивана Дурнева Хутор Петра Дурнева Хутор Павла Гревцова Хутор Павла Сивцева Хутор Виктора Сивцева Хутор Семена Сивцева | Хутор Михаила Попова Хутор Назара Шурупова Хутор Ивана Лютова Хутор Петра Белогорцева Хутор Филиппа Князева Хутор Никиты Курилова Хутор Осипа Солдатова Хутор Андрея Кривоносова Хутор Степана Белогорцева Хутор Андрея Мартыненко Мельница Михаила Попова Чепепичный завод Осипа Волкова - Село Китаевское Хутор Василия Колыванова Хутор Петра Дырина Хутор насл. Андрея Китаева Хутор Еф. Руднева и Никиф. Винникова Хутор вдовы Анастасии Васильевой - Село Журавское Хутора Лукьяна Кандаурова Хутор Григория Михайлова Хутор Владимира Горяинова | Хутор Корнея Мироненко Хутор Петра Костаркова Хутор Константина Харченко Хутор Прокофия Кононова Хутор Падинка Хутор Тим. Горяинова Хутор Тимофея Горяинова Хутор братьев Козьминых Черепичный завод Ивана Сердюкова Хутор Поликарпа Краснобородько Хутор Прокофия Бабкина Экон. Сергея Бабкина Поселок Росляковский - Село Падинское Уч. Филиппа Макаренко Уч. Фед и Василия Селиных - Село Грушевское Хутор Щелкан Хутор Збитнева Хутор Зубцева Участок Костина Участок Чернова |

2 стан
| - Село Сергиевское Хутор Горбовские-Колонтаевое Хутор Никульникова-Черникова Хутор Головневых Хутор Зенченко - Село Северное Хутор Чечерский-Онисима Фиронова Хутор Дмитрия Карповича Откидыча Хутор Никиты и Арс. Харечиных Хутор Якова Васильевича Герасимова Хутор Семена Никифоровича Мирошниченко Хутор Матвея Герасимовича Герасимова Хутор Алексея и Никиты Сердюковых Хутор Томузловское урочище Хутор на балке Дмитрия Пилюгина Хутор Захара Федоровича Карася - Село Калиновское Хутор Шившина Хутор Беляева Хутор Писарева Хутор Головкова-бывший Зобин Хутор Шавернева Хутор Спевакова (бывш. Прокурина) Хутор Денисовых Хутор Проскурина Хутор Савенкова Хутор Петра и Никиты Павлиновых Хутор Киприана Толмачева Хутор Якова Махонько Хутор Ерофея Махонько - Село Александровское Лесная караулка сельского общества | Роща Мезенцева Хутор Елизаветы Ивлевой Хутор Сутормина Мельница Посевкина Хутор Елкина Хутор Мартинихина Хутор Батищев Хутор Федора Васильевича Шавшина Черепичный завод Дмитрия Васильевича Лукашева Хутор Игната Островского Огород Савелия Барабаша Хутор Терентия Шапорова Хутор Петра Руденко Хутор сирот Алексея Колосникова Хутор Дубовка Хутор Владимира Андреевича Есаулова Хутор Исаака Якименко Хутор Ивана Ивановича Тормазова Хутор Порфирия Котлярова Хутор Як. Петр. Слюсарева Хутор насл. Ивана Аф. Попова Хутор Акима Шаура Хутор Петра Косяка Хутор бр. Акима, Василия и Иосифа Куликовых Хутор насл. Семена Перегудова - Село Круглолесское Хутор Абрама Ареф. Зверева Хутор Василия Тимофеевича Красова Хутор Ивана Савельева Чуланова Паровая вальцевая мельница князя Султана Тохтамыш Гирея Паровая вальцевая мельница Семена Степановича Сологубова Хутор Семена Борисовича Луценко | Хутор Елисея Васильевича Буслаева Хутор Никофора Петровича Булгакова Хутор Гаврилла Яковлевича Сафонова Мельница Андрея Павловича Сафонова Хутор Никиты Ефимовича Луценко Хутор Мирона Борисовича Луценко Хутор Степана Ефимовича Генеральская кочевка Афанасия Яковлевича Карпушина Верхняя кочевка Афанасия Яковлевича Карпушина Нижняя кочевка Афанасия Яковлевича Карпушина Кочевка насл. Василия Карпушина(вторая) Кочевка насл. Василия Карпушина (первая) Экон.насл. Василия Карпушина Хутор Льва Петровича Есаулова Хутор Петра Корн. Попова Хутор Ивана Корн. Попова Хутор Максима Филипповича Лагунова - Село Саблинское Хутор Сергея Данииловича Москаленко Хутор Антона Александровича Демченко Хутор Булыгин Хутор насл. Никиф. Петриенко Экон. Влад. Архип. Кордубана Зимовка Влад. Архип. Кордубана Усадьба Петра Николаевича Булыгина Хутор Степана Ефимовича Середы Экон. Насл. Никиф Яковл. Петриенко Зимовка Афан. Яковл. Карпушина Экон. Ивана Ивановича Тормозова 2-го Экон. Ивана Ивановича Карпушина Экон. Ивана Тормозова 1-го |

3 стан
| - Село Канглынское Барановское товарищество Ногоднее товарищество Хутор Павла Лопаткина Колония Гросфюрстенталь Колония Николаевская степь Хутор Фоки Курилко Хутор Григория Беликова Хутор Генриха Дирксели Хутор Федота Коверина Хутор Михаила Ковалика Хутор Ефима Марченко Хутор Дмитрия Василенко Хутор Ивана Улянника Хутор Степана Хомутова Хутор Дмитрия Михайленко Хутор Ивана Чайко Хутор Ивана Глазя Хутор Сергея Аксененко Хутор Захара Глазя Хутор Гаврила Устича Хутор Леона Устича Хутор Николая Спигаря Хутор Василия Аксененко Хутор Матвея Горлова Хутор Фотея Горлова Хутор Ильи Лагунова Хутор Ивана Бахана Хутор Алима Куралаева Хутор насл. Никкиты Карпушина Хутор Матвея Горбаля Хутор Аберула Ахигабулова Мельница Владимира Шпилевского Хутор Семена Михайлюка Хутор Александра Котаря Хутор Бориса Маликова Хутор Ивана Чихова Хутор Федосия Скорика Мельница насл. Мак. Карпушина Хутор Глебовых Хутор Ищенко Бахча Меркулова Хутор Фоки-Курилко | Хутор Гробовца Хутор Дукс Хутор Беккера Хутор Натарова - Село Крымгиреевское Хутор Солунско-Дмитриевский Хутор Галкина Хутор Лопаткина - Село Ногутское - Село Греческое Экон. Насл. Семена Белоусова - Село Куршавка Хутор Лиман - Поселок Курсавский Хутор Кондр. Медянчика Хутор Семена Медянника Хутор Каллиника Ляшевко Хутор Меснянкина - Станция Курсавка - Село Султанское Хутор Меф. Бойко - Село Казинское Поселок Алексеевский Калмыкское товарищество Хутор Загорулькин Хутор Дубовой Хутор Анастасии Макар. Калмыковой Хутор Дементия Калмыкова Хутор Якова Калмыкова Хутор Ивана Корнеевича Шияна 1-го Хутор Ивана Корнеевича Шияна 2-го - Село Дубовобалковское - Село Подгорное Хутор Дубовый Хутор Анастасии Макар. Калмыковой Хутор Якова Ивановича Калмыкова Хутор Дементия Емельяновича Калмыкова Зимовка Якова Емельян. Калмыкова Хутор Якова Емельян. Калмыкова Хутор Ивана Корнеевича Шияна 2-го Хутор насл. Прок. Ивана Меснянкина Хутор Ан. Ендриевского и Як. Переверзева Хутор церк.причта села Казинского | - Село Дубовобалковское - Село Подгорное Хутор Дубовой - Станция Барсуки Сторожевая Будка - Село Суркульское - Село Киянкиз - Село Янкуль Коч. Федора Ивановича Дуракова Хутор Федора Ивановича Дуракова Хутор Степана Иосифовича Дынникова Хутор Владимира Алексеевича Соколова Коч. Владимира Алексеевича Соколова Хутор Ивана Тим. Руднева Хутор Ивана Моисеевича Браилко Казённая усадьба завед. Ставропольским и Калаусским имениями Хутор Павла Семеновича Шапунова Хутор Василия Константиновича Портыкина Хутор Тим. Ивановича Авдиенко Хутор Павла Антоновича Гринева Хутор Емельяна Тим. Авдиенко Хутор Павла Антоновича Гринева Хутор Михаила Егоровича Горлова Хутор Матвея Егоровича Горлова Хутор Максима Филипповича Лагунова Хутор братьев Егора и Григория Прокофьевых Хутор Николая Ивановича Скворцова Хутор Тим. Ивановича Авдиенко Хутор Ивана Васильевича Ефременко Зимовка и землянка Ивана Васильевича Ефременко Экон. Ивана Ивановича Тормозова Хутор Ивана Андреевича Москаленко Хутор Ивана Ильича Якименко Хутор Евстафия Ильича Якименко Хутор Никиты Ильича Якименко Хутор Григория Ивановича Щербинина Хутор Торгового дома «Прокофий Меснянкин с сыновьями» Хутор Ивана Павловича Деркачева Хутор Петра Ефимовича Малышева Хутор братьев Литвиновых Хутор 2-й Калюжный Хутор 1-й Калюжный |

## Административное устройство
На 1905 год
По статическим сведениям о волостях и селениях, имеющих самостоятельное сельское управление:
- Александровская
- Греческая
- Грушевская
- Журавская вол. (Журавская, сел. Падинское)
- Казинская
- Калиновская
- Канглынская
- Китаевская
- Круглолесская
- Крым-Гиреевская
- Куршавская
- Нагутская
- Новоселицкая
- Подгорненская
- Саблинская
- Северная
- Сергиевская
- Султанская
- Султанская вол. (сел. Дубово-Балковское, Киянкизское, Суркульское, Янкульское)
- Томузловская
- Чернолесская

1913 год
В состав уезда входили 24 волости:
| - Александровская — с. Александровское, - Греческая — с. Греческое, - Грушевская — с. Грушевское, - Дубовобалковская — с. Дубовобалковское, - Журавская — с. Журавское, - Казинская — с. Казинское, - Калиновская — с. Калиновское, - Канглынская — с. Канглынское, | - Кианкизская — с. Кианкизское, - Китаевская — с. Китаевское, - Круглолесская — с. Круглолесское, - Крымгиреевская — с. Крымгиреевское, - Куршавская — с. Куршавское, - Новоселицкая — с. Новоселицкое, - Нагутская — с. Нагутское, - Падинская — с. Падинское, | - Подгорненская — с. Подгорное, - Саблинская — с. Саблинское, - Сергиевская — с. Сергиевское, - Султанская — с. Султанское, - Суркульская — с. Суркульское, - Севернянская — с. Северное, - Томузловская — с. Томузловское, - Чернолесская — с. Чернолесское. |

## Люди, связанные с уездом
- Полежаев Александр Иванович — поэт, декабрист отбывал солдатчину, в Московском пехотном полку (один из старейших полков русской императорской армии), дислоцировавшемся в 1829—1833 годах возле Томузловского леса в городе Александровске Александровского уезда Ставропольской губернии.
- Борисов, Яков Васильевич — (9 октября 1856—1923, родился в с. Александровское, Ставропольской губернии) — педагог, писатель, Член I Государственной Думы от крестьян Ставропольской губернии, Издавал в Екатеринодаре газету «Степь», «Степь зелёная», «Степь широкая», «Степь раздольная», редактор издательства Сытина, журнала «Детское чтение». В 1896—1902 — инспектор Студенческой школы садоводства в Московской губернии.
- Марко Вовчок — (настоящее имя Мария Александровна Вилинская, по первому мужу — Маркович, по второму — Лобач-Жученко; 10 (22) декабря 1833) — украинская писательница, в 1889—1906 годах жила в селе Александровском, Александровского уезда, Ставропольской губернии. (На доме установлена мемориальная доска).
- Андропов, Юрий Владимирович (2 (15) июня 1914, станция Нагутская, Ставропольская губерния — 9 февраля 1984, Москва) — советский государственный и политический деятель, фактический руководитель СССР в 1982—1984 годах. Генеральный секретарь ЦК КПСС (1982—1984), Депутат Верховного Совета СССР 3-го и 6-10-го созывов: Совета Национальностей от Карело-Финской ССР (3-й созыв, 1950—1954), Совета Союза от Латвийской ССР (6-й созыв, 1962—1966), Эстонской ССР (7 созыв, 1966—1970) и Московской области (8-10-й созыв, 1970—1984). В Верховный Совет 9-го созыва избран от Каширского избирательного округа № 29 Московской области. Председатель Президиума Верховного Совета СССР (1983—1984). Председатель Комитета государственной безопасности СССР (1967—1982).
- Генерал-майор Иван Семёнович Кравцов (1815 — ?) в 1861—1870 командир 1-го Хопёрского Её Императорского Высочества Великой Княгини Анастасии Михайловны полка, Кубанского казачьего войска, дислоцированном в ст. Александровской и ст. Северной. Один из первых исследователей истории казачества Кавказской линии и Кубанского казачьего войска. В послужном списке И. С. Кравцова походы и дела с неприятелем в Закубанье и Чечне, указаны более чем высокие награды (ордена Святого Владимира 4-й степени с бантом, Святой Анны 2-й и 3-й степени и т. д.)
- Александр Исаевич Солженицын (11 декабря 1918 года) Лауреат Нобелевской премии по литературе (1970). Диссидент, в течение нескольких десятилетий (1960—1980-е годы) активно выступавший против коммунистических идей, политического строя СССР и политики его властей. Родился в с. Саблинском, жил в Кисловодске. По другой версии Таисия Солженицына(Таисия Захаровна Щербак), мать писателя, родила Александра через шесть месяцев после трагической смерти отца Исаакия Семёновича в 1918 г. переехав в Кисловодск к своему отцу Захару Щербаку. Село Саблинское Александровского уезда является родовым для Солженицыных там XVII—XVIII вв. укоренились родственники писателя по отцу. О своем деде Александр Исаевич вспоминал так: «До революции был состоятельный хозяин. Имел около 2 тысяч десятин земли, держал овец, число которых доходило иногда до 20 тысяч. Нанимал батраков до 50 человек. Но и себя Семен Ефимович от физического труда не освобождал. И домочадцев к тому приучал, прежде всего сыновей — Исая, Василия, Константина, Илью. А дочь Мария была помощницей матери». Сейчас в дедовом доме располагается Саблинская больница. Родственники по отцовской линии по сей день живут в Саблинском.

## Интересные факты
- В 1803 году через Александровский уезд и город Александров прошёл почтовый тракт, связавший центральную Россию с Кавказом и Закавказьем. Благодаря этому обстоятельству в Александровском бывали такие знаменитые люди как А. С. Пушкин, М. Ю. Лермонтов, В. Г. Белинский, М. И. Глинка, Л. Н. Толстой, Н. И. Пирогов, врач Фридрих Иосиф Гааз, генерал-фельдмаршал А. В. Суворов, генерал Н. Н. Раевский, Д. Давыдов и сосланные на Кавказ декабристы.Несколько раз правящие государи и члены царствующей фамилии посещали Кавказ. Николай I, в октябре 1837 г. Александр II в октябре 1861 года, В 1888 г. Александр III и Мария Федоровна.
- В 1837 году Его императорское Величество Николай Павлович (Николай 1) посетил Кавказ. К нему явились делегации от населённых мест Кавказской губернии; между другими делегациями явились с хлебом солью и жители города Александровска; депутация состояла преимущественно из представителей секты жидовствующих. Император, осведомленный об этом, принял депутацию далеко не милостиво и приказал город переименовать в станицу. Православное купечество, не пожелавшее остаться в станице, переселилось в города Пятигорск и Георгиевск. (Твалчрелидзе А. Ставропольская губерния. 1897 г. стр. 1-13)
- 5 апреля 1910 г. в с. Казинском, Александровского уезда, Ставропольской губ., крестьянин А. П. Алейников, вспахивая свой огород, расположенный по склону холма, нашёл клад, состоящий из золотых вещей весом 39 фунтов 7 золотников 13 долей (почти 16 кг)[9].
- В русском простонародье — иудействующие, Новые жиды — Под этим названием в русском законодательстве первой половины 19 века известны иудействующие секты в России. Хотя история жидовствующих восходит к 16 в., однако первые документальные сведения о жидовствующих относятся лишь к началу 18 века. В середине XVIII века секта иудействующих открылась среди казаков области войска Донского. Власти переселили сектантов в Александровский уезд Кавказской (позже Ставропольской) губернии, где разрешили им проживать и исповедовать свою веру при условии, что они не будут совращать православных в жидовство. В станице Александровской секта распространилась чрезвычайно. Даже в указе о борьбе с жидовствующими, изданном в 1825 году, говорилось, что секта в Александровском уезде в какой-то степени признана правительством. (Беньямин Кац. НЕПОГАСШИЕ ИСКРЫ. Пленные евреи и русские субботники.)
- «Жидовствующие» казаки. Часть казаков исполняла иудейские обряды в форме «субботней веры». Принимая крещение, эти люди одновременно соблюдали законы Ветхого Завета. Данное религиозное течение в казачестве соотносят с сектой «субботников», распространённой на Юге России. Как положено по воинскому уставу, снимают шапки перед государем. Однако, не все — есть казаки, которые продолжают оставаться в шапках. И это столь вызывающее нарушение не укрылось от взора Александра II. На недоумённый вопрос самодержца последовало разъяснение сопровождающего атамана о том, что эти казаки — евреи, и ведут себя соответственно предписанию иудейской веры, которая требует всегда быть с покрытой головой.